# 419e régiment d'infanterie
Le 419e régiment d'infanterie (419e RI) est un régiment d'infanterie de l'Armée de terre française constitué pendant la Première Guerre mondiale en 1915 et dissout l'année suivante.

## Création et différentes dénominations
- août 1915 : formation du 419e régiment d'infanterie
- août 1916 : dissolution

## Chefs de corps
Le régiment est commandé par le lieutenant-colonel Notel d'août 1915 à février-mars 1916,.

## Historique

### Affectation
- 315e brigade de la 158e division d’infanterie d'août 1915 à août 1916[3].

### 1915
Le régiment est formé en août 1915, avec de jeunes soldats de la classe 1916 (nés en 1896) et environ un tiers de soldats évacués du front pour blessure puis rétablis. Le dépôt du régiment est rattaché au 94e régiment d'infanterie au camp de Coëtquidan.
Du 15 août 1915 au 15 février 1916, la division est en formation au camp d'Avord.

### 1916
Du 15 février 1916 au 12 juin 1916, déplacement dans la région de Magny-en-Vexin puis mouvement dans la région de Nivillers pour effectuer des travaux.
En juin, le régiment rejoint la région de Villers-Cotterêts, à nouveau pour des travaux.
Par décision du Grand Quartier général datée du 14 août, le 419e régiment est dissout le 22 août. Deux bataillons rejoignent la 105e brigade de la 53e division d'infanterie et deviennent les troisièmes bataillons des 236e et 319e régiments d'infanterie, tandis que les hommes du bataillon restant sont mis à la disposition des IIIe et VIe armées.

## Drapeau
Le drapeau du régiment est déposé au musée de l'Armée (hôtel des Invalides) le 13 juillet 1920. Le drapeau du 419e régiment d'infanterie ne comporte aucune inscription.